# Эссинген (Пфальц)
Эссинген (нем. Essingen) — община в Германии, в земле Рейнланд-Пфальц.
Входит в состав района Южный Вайнштрассе. Подчиняется управлению Оффенбах ан дер Квайх. Население составляет 2191 человек (на 31 декабря 2010 года). Занимает площадь 11,38 км².

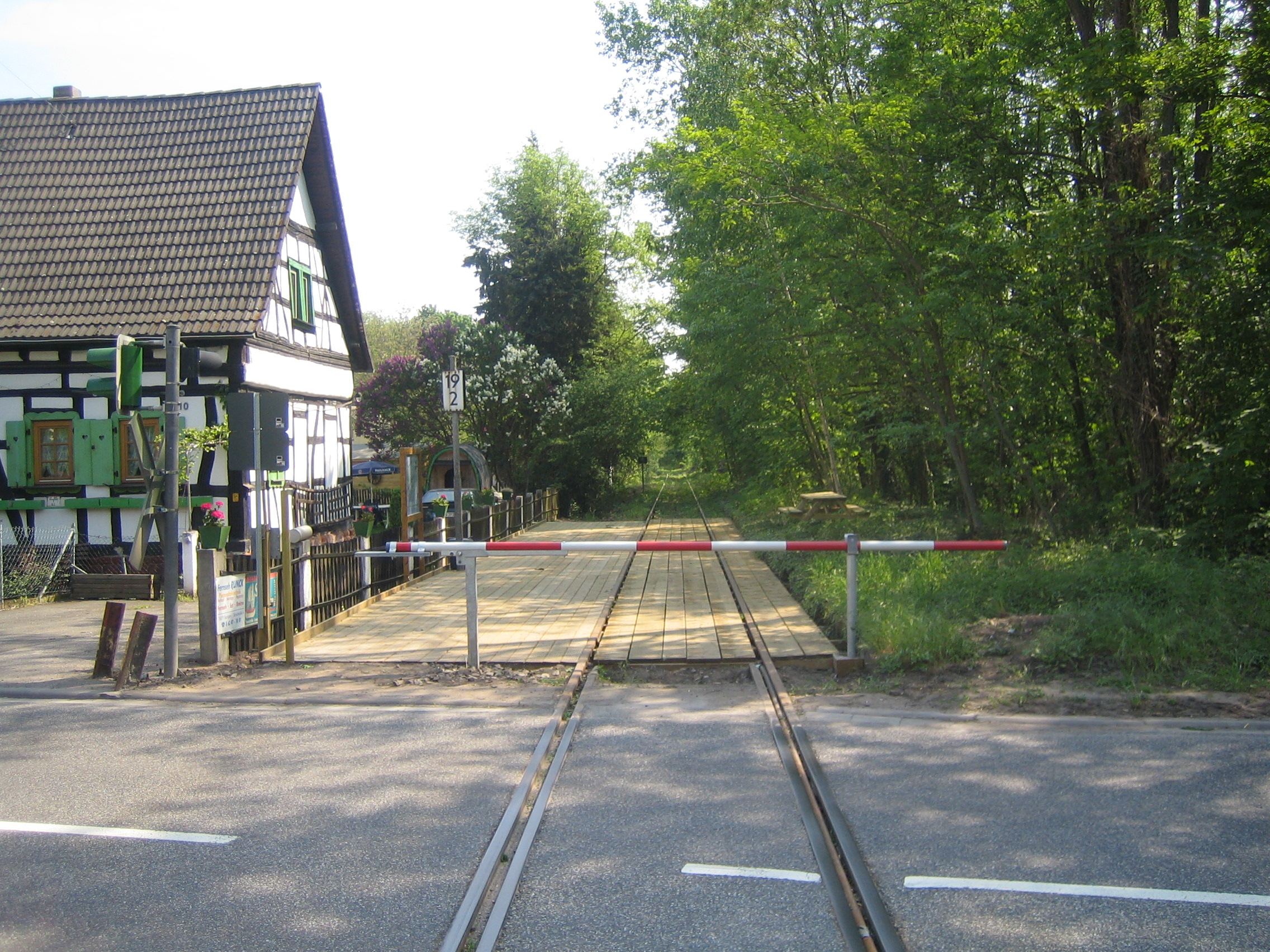
Эссинген (Пфальц)